# Kenkyū
Kenkyū (建久?) è il nome dell'era giapponese (年号, nengō, "nome dell'anno") dopo l'era Bunji e prima di Shōji. Questo periodo va dall'aprile 1190 all'aprile 1199. L'imperatore regnante era Go-Toba-tennō (後鳥羽天皇).

## Cambio di era
- 1190 Kenkyū gannen (建久元年): il nome della nuova era è stato creato per contrassegnare un evento o una serie di eventi. L'era precedente terminò e una nuova iniziò a Bunji 6, il 14º giorno dell'8º mese del 1185[5].

## Eventi dell'eraKenkyū
- 1192 (Kenkyū 3, 13º giorno del 3º mese): l'ex imperatore Go-Shirakawa morì all'età di 66 anni[5]. È stato padre o nonno di cinque imperatori: l'imperatore Nijō, il 78º imperatore; L'imperatore Rokujō, il 79º imperatore; L'imperatore Takakura, l'80º imperatore; L'imperatore Antoku, l'81º imperatore e Go-Toba, l'82º imperatore[6][7].
- 1192 (Kenkyū 3, 12º giorno del 7º mese): Minamoto no Yoritomo è nominato comandante in capo delle forze per combattere i barbari[8].
- 1195 (Kenkyū 6, 4º giorno del 3º mese): Shōgun Yoritomo rivisita la capitale[8].
- 1198 (Kenkyū 9, 11º giorno del 1º mese): nel 15º anno del regno di Go-Toba-tennō (後鳥天皇15年), l'imperatore abdicò e la successione (senso) fu ricevuta dal figlio maggiore.
- 1198 (Kenkyū 9, 3º mese): si dice che l'imperatore Tsuchimikado sia salito al trono (sokui)[9][10].
- 1199 (Kenkyū 10, 13º giorno del 1º mese): Shōgun Yoritomo muore all'età di 53 anni a Kamakura[8].